# Turismo de memoria

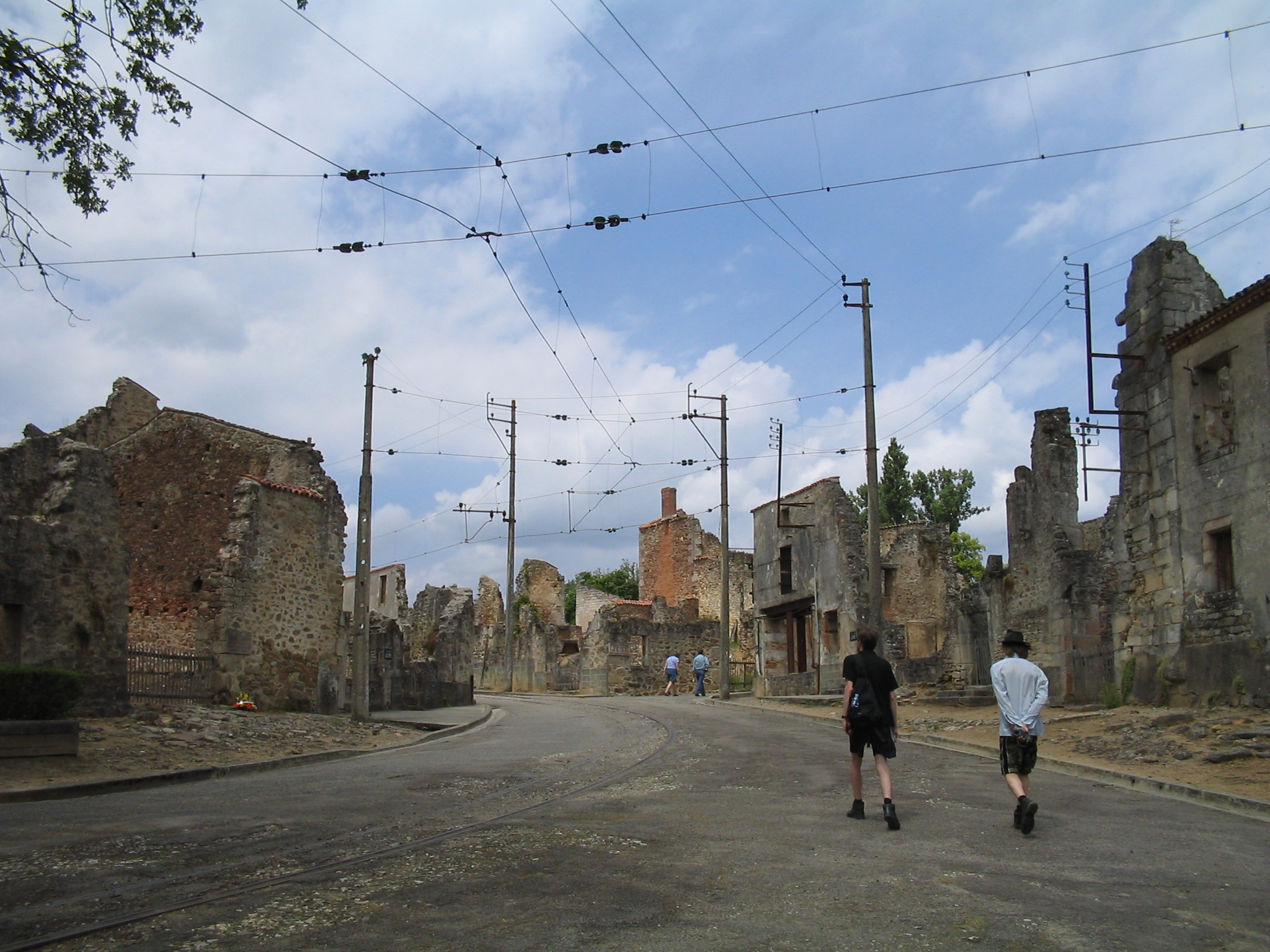
Los vestigios de la localidad francesa de Oradour-sur-Glane son un ejemplo de turismo de memoria.

El turismo de memoria, también denominado turismo memorial o turismo conmemorativo, es una modalidad de turismo cultural que pone en valor el patrimonio histórico de un lugar vinculado a acontecimientos traumáticos o trascendentales. Estos sitios suelen estar relacionados con batallas, actos políticos, masacres, desastres naturales o tecnológicos, así como con episodios de represión o genocidio.
El turismo memorial pretende mantener viva la memoria de dichos sucesos y rendir homenaje a las víctimas, al mismo tiempo que busca fomentar la reflexión crítica y, en algunos casos, promover valores de paz y reconciliación. Debido a su dimensión a menudo luctuosa, en ocasiones se asocia al tanatoturismo o «turismo negro».
Entre los ejemplos más citados de turismo de memoria se encuentran los campos de concentración y exterminio de Auschwitz-Birkenau, el lugar de la masacre de Katyn, las playas del desembarco de Normandía durante la Segunda Guerra Mundial, la localidad española de Belchite en Aragón, los campos de la muerte de Camboya y Vietnam o la isla de Gorea en Senegal.
Muchos de estos lugares han recibido el reconocimiento de Patrimonio de la Humanidad por parte de la UNESCO debido a su relevancia histórica y testimonial. En este sentido, el turismo de memoria se articula también como una herramienta educativa y de concienciación social.